# 埃瓦爾德·馮·洛克豪
埃瓦爾德·康斯坦丁·費迪南德·弗里德里希·馮·洛克豪（德語：Ewald Constantin Ferdinand Friedrich von Lochow，1855年4月1日—1942年4月11日）是一位普魯士軍官，第一次世界大戰期間擔任步兵上將。他是帶橡葉功勳勳章的獲得者。